# 米斯孔
米斯孔（法語：Miscon，法語發音：[miskɔ̃]）是法国德龙省的一个市镇，位于该省东部，属于迪镇区。

## 地理
米斯孔（44°37'43"N, 5°31'28"E）面积12.66 平方千米，位于法国奥弗涅-罗讷-阿尔卑斯大区德龙省，该省份为法国东南部内陆省份，北起顺时针与伊泽尔省、上阿尔卑斯省、上普罗旺斯阿尔卑斯省、沃克吕兹省和阿尔代什省接壤。
与米斯孔接壤的市镇（或旧市镇、城区）包括：迪瓦地区莱什、迪瓦地区吕克、芒格隆。

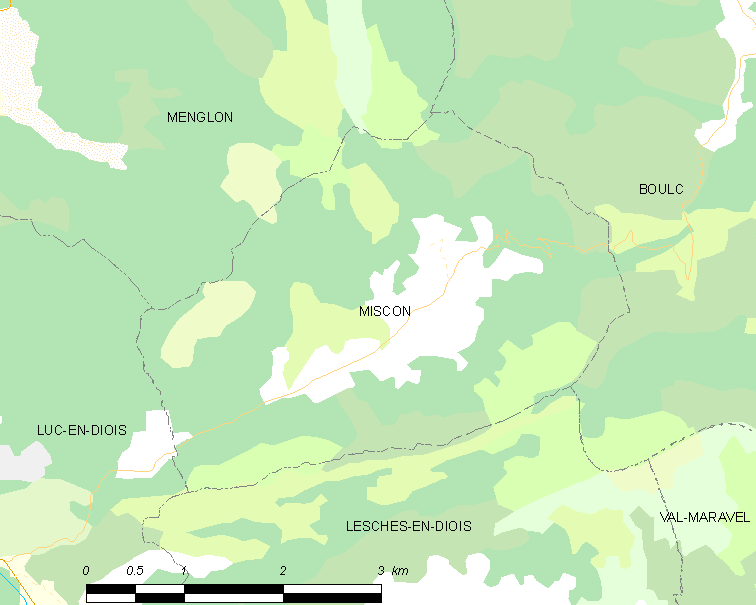
米斯孔的OSM定位图

米斯孔的时区为UTC+01:00、UTC+02:00（夏令时）。

## 行政
米斯孔的邮政编码为26310，INSEE市镇编码为26186。

## 政治
米斯孔所属的省级选区为迪瓦县。

## 人口

1962-2008年间米斯孔人口变化图示

米斯孔于2022年1月1日时的人口数量为72人。